# Immeuble Slovo
L'immeuble Slovo (ukrainien : Будинок «Слово») est un immeuble résidentiel situé dans le raïon de Chevtchenko à Kharkiv. Le bâtiment est en forme de lettre С, première lettre de слово (slovo) (« mot » en ukrainien). Il est construit à la fin des années 1920 pour abriter des écrivains, écrivaines et poètes dans 66 appartements ; la plupart de ces personnes appartiennent à la Renaissance fusillée et sont assassinées par le régime soviétique à Sandarmokh.

## Construction
Kharkiv est la capitale de la République socialiste soviétique d'Ukraine du 19 décembre 1919 au 24 juin 1934. Sa population passe de 285 000 personnes en 1920 à 423 000 en 1927, faisant du logement un problème majeur. Des écrivains se rendent de Kiev à Kharkiv dans le cadre de la politique d'ukrainisation ; or, les loyers sont bien plus élevés à Kharkiv et de nombreux écrivains dorment sur leur lieu de travail. C'est par exemple le cas de Pavlo Tytchyna en 1923 quand il prend la tête du journal Tchervony Chliakh (en).
L'auteur syndiqué Ostap Vychnia demande au gouvernement soviétique la construction d'un complexe de logements permettant d'accueillir au moins les auteurs et autrices les plus célèbres en Ukraine. L'idée est approuvée par les bolcheviks, qui y voient aussi le moyen de surveiller l'intelligentsia ukrainienne, et proposent un système de paiement de loyer différé de quinze ans.
En septembre 1927, la construction du bâtiment commence d'après les plans de l'architecte Mytrofan Dachkévytch. Il conçoit le bâtiment en forme de lettre С, première lettre de слово (slovo) (« mot » en ukrainien) ; Slovo deviendra le nom sous lequel est connu le bâtiment. En février 1929, le chantier manque de fonds et Vychnia demande à Joseph Staline de financer le reste de la construction, ce que Staline fait le jour même. Le bâtiment est achevé le 25 décembre 1929.
L'immeuble est doté d'appartements de trois à cinq pièces, ce qui est considéré comme un luxe dans l'URSS d'après-guerre. La résidence est haute de cinq étages et séparée en 66 appartements. Le toit inclut un solarium et une école maternelle est aménagée au sous-sol. Après la Seconde Guerre mondiale, un ascenseur électrique relie le rez-de-chaussée et le cinquième étage.
Fin 1929, l'immeuble est investi par ses nouveaux habitants, alors que le chauffage n'est pas encore installé. Chaque appartement est équipé d'une salle de bains, du chauffage central et d'un téléphone, et les artistes ont accès à des studios privés.

## Répression et arrestations

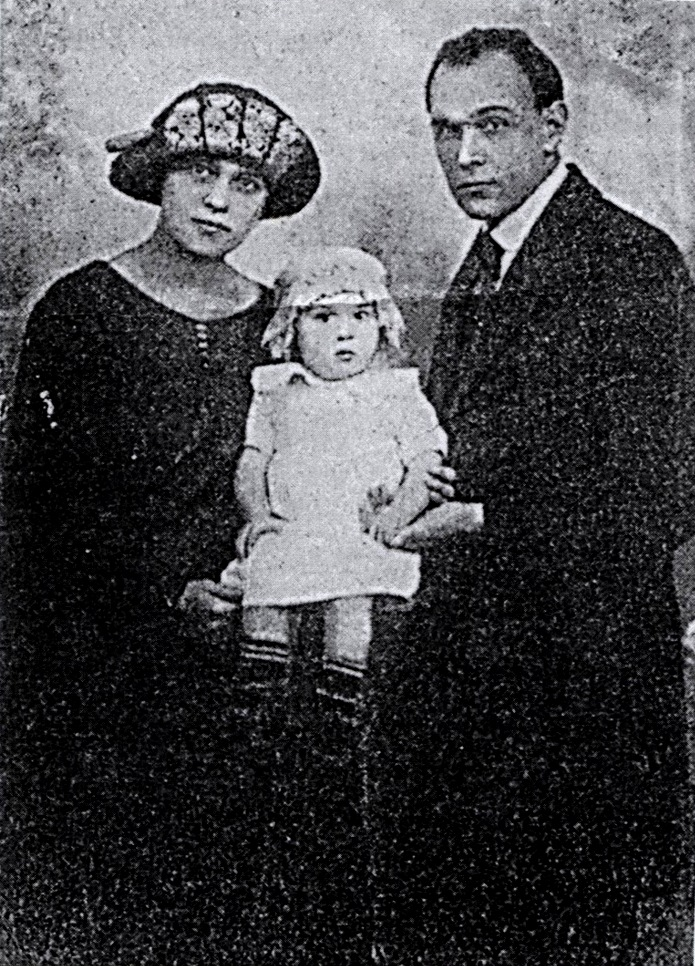
avec sa femme et sa fille.

En 1931, après avoir mis le bâtiment sur écoute, les autorités soviétiques procèdent aux premières arrestations d'habitants. La première membre de la Renaissance fusillée à en faire les frais est l'actrice Halyna Mnevska (uk), qui refuse de dénoncer son mari Klym Polichtchouk (en) ; arrêtée le 20 janvier 1931, elle est condamnée à cinq ans de prison et interdite d'entrée sur le sol ukrainien.
Le 2 mars 1931, Pavlo Khrystiouk (en) est arrêté ; il est suivi le 16 mars 1932 d'Ivan Bagriany, inquiété à son tour pour sa participation au mouvement contre-révolutionnaire.
En 1933, les arrestations accélèrent. Le 12 mai, Mykhaïlo Ialovy (en) est accusé d'avoir espionné et fait assassiner Pavel Postychev (il sera exécuté le 11 mars 1937). Le lendemain, Mykola Khvyliovy, Mykola Koulich et Olès Dosvitniy (uk) se réunissent pour réfléchir à une échappatoire ; Khvylovy se suicide le lendemain dans son appartement. En plus de la répression gouvernementale, le bâtiment est actif pendant l'Holodomor.
Serhiy Pylypenko (uk) est exécuté sans procès le 23 février 1934. Les Kourbas, Mykola Koulich et Hryhorii Epik subissent le même sort à Sandarmokh ; Vychnia, arrêté avec eux, est épargné en raison de sa maladie. Au total, 40 des 66 foyers de l'immeuble Slovo sont touchés par des arrestations. 33 personnes sont exécutées, cinq condamnées à de longues peines d'emprisonnement, une personne se suicide et une autre meurt dans des circonstances floues. Les arrestations s'accompagnent généralement d'accusations d'espionnage, de terrorisme et de conspiration.
En 1934, Kiev devient la capitale de l'Ukraine. Les écrivains survivants déménagent dans la maison RoLit (uk) à Kiev.

## Plaque commémorative et postérité

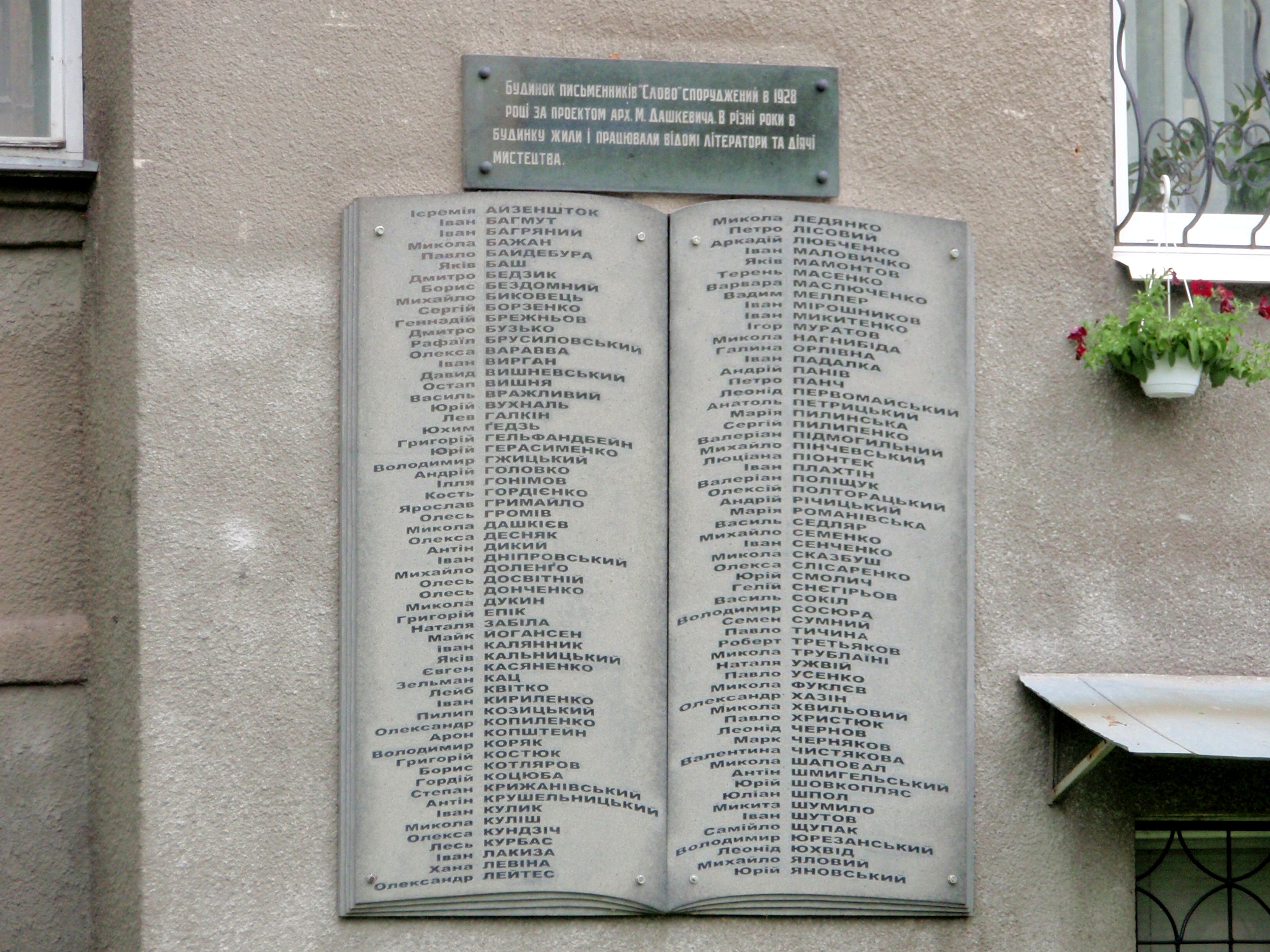
Plaque commémorative en mémoire des habitants de l'immeuble.

Le bâtiment est intégré au patrimoine immatériel ukrainien le 21 août 2019. Une plaque commémorative incluant la liste de toutes les personnes connues ayant vécu dans l'immeuble est inaugurée le 24 août 2003 ; on y compte notamment :
- Ivan Bagriany ;
- Hryhorii Epik ;
- Leib Kvitko ;
- Mykola Koulich ;
- Les Kourbas ;
- Vadym Meller ;
- Ivan Mykytenko ;
- Anatol Petrytsky ;
- Valerian Pidmohylny ;
- Pavlo Tytchyna.

En 2022, la ville de Kharkiv est assiégée pendant l'invasion Russe de l'Ukraine. L'immeuble est touché par des tirs, endommageant sa façade et les ouvertures.